# Chiradzulu
Chiradzulu est une petite ville du Malawi, située à 1 000 mètres d'altitude, peuplée par 1 600 habitant (estimation 2006), au nord de Blantyre, sur les hauts plateaux de la Shire. Elle est la capitale du district du même nom.
Elle est située sur la route de Blantyre à Zomba en zone rurale. Néanmoins, le district partage avec Kasungu et Mulanje les plus bas niveaux de sécurité alimentaire du pays, car, district purement montagnard, il est sujet à la sécheresse. Le massif de Mulanje forme un effet d'ombre pluviométrique.
Chiradzulu possède une piste d'atterrissage, une école primaire et un hôpital. Des services de bus réguliers desservent Blantyre et Zomba.
C'est le site historique d'installation des colons blancs.